# Superkupa Shqiptar 1992
La Superkupa Shqiptar 1992 è stata la quarta edizione della supercoppa albanese.
La partita fu disputata dal Vllaznia, vincitore del campionato, e dal KS Elbasani, vincitore della coppa.
Questa edizione si giocò allo Stadio Dinamo di Tirana e vinse il KS Elbasani 3-2 ai tempi supplementari dopo che l'incontro terminò 1-1 al novantesimo minuto.
Per la squadra di Elbasan è il primo titolo.

## Tabellino
| Arbitro: | Besnik Kaimi |

|                             |           |                       |
| Bilali 55’ 103’ Jakupi 115’ | Marcatori | 48’ Kotrri 110’ Dedja |